# Редипуљија (Венеција)
Редипуљија је насеље у Италији у округу Венеција, региону Венето.
Према процени из 2011. у насељу је живело 153 становника. Насеље се налази на надморској висини од 4 м.